# Welten
Welten (Limburgs: Welte) is een buurt in de wijk Welten-Benzenrade in de Nederlandse gemeente Heerlen en ligt in het Geleenbeekdal.
Welten kenmerkt zich door het behoud van het dorpse karakter. In vroeger jaren was Welten een boerendorp met een geheel eigen karakter, maar het werd in de loop der jaren opgeslokt door de gemeente Heerlen die, vanwege de explosieve groei voortkomende uit de mijnbouw, uitbreiding zocht. In Welten, aan de rand van het gehucht Benzenrade, ligt ook het ziekenhuis van Heerlen, het Zuyderland Medisch Centrum (voorheen Atrium Medisch Centrum), dat in de jaren 1966 - 1969 is gebouwd als De Wever-Ziekenhuis, en op 14 januari 1969 feestelijk door prinses Beatrix is geopend.
In het dorp bevindt zich een oude kerk, de H. Martinus, uit de 11e eeuw die in de 19e eeuw werd hersteld. Aan de Weltervijver, enkele tientallen meters verderop, bevinden zich de Weltermolen en het huis Strijthagen, een voormalig onderkomen van de in de zeventiende eeuw uitgestorven familie Van Streithagen. In Welten staan ook de Mariakapel en het middeleeuwse huis De Doom.
Op het gebied van onderwijs zijn in Welten basisschool St. Martinus, de Open Universiteit en het Sintermeertencollege gevestigd. Van 2014 tot 2019 had de Open Universiteit een afdeling voor onderzoek in de onderwijswetenschappen genaamd Welten-instituut. RKVV Weltania is de voetbalclub die in Welten zijn thuisbasis heeft.
Stadsdelen: Heerlerbaan · Heerlerheide · Heerlen-Stad · Hoensbroek

Wijken: Aarveld-Bekkerveld · De Beitel · Caumerveld-Douve Weien · Eikenderveld · Heerlen-Centrum · Heerlerbaan-Oost · Heerlerbaan-West · Passart · De Hei · Heksenberg · Hoensbroek-De Dem · De Koumen · Maria-Gewanden-Terschuren · Mariarade · Meezenbroek-Schaesbergerveld · Molenberg · Nieuw Lotbroek · Rennemig-Beersdal · Schandelen-Grasbroek · Vrieheide-De Stack · Welten-Benzenrade · Woonboulevard-Ten Esschen · Zeswegen-Nieuw Husken

Buurtschappen en gehuchten: De Euren · Heihoven · Imstenrade · Schurenberg · Terschuren

Limburg: Steden en dorpen      Nederland: Provincies · Gemeenten